# Rio Călugăreasa (Gilort)
O Rio Călugăreasa é um rio da Romênia, afluente do Câlnic, localizado no distrito de Gorj.